# Aralia searelliana
Aralia searelliana är en araliaväxtart som beskrevs av Dunn. Aralia searelliana ingår i släktet Aralia och familjen Araliaceae. Inga underarter finns listade.